# Politica linguistica nel Giappone moderno
(Mishima Yukio, Confessioni di una maschera, 1949)
Per politica linguistica nel Giappone moderno si intende la politica intrapresa dal governo a partire dalla Restaurazione Meiji del 1868 e proseguita fin dopo il secondo dopoguerra per promuovere e diffondere l'unità linguistica in tutto il territorio del Giappone e che, attraverso la diffusione del kokugo, ovvero la “lingua nazionale”, a partire dagli anni trenta, propugnava il rafforzamento e la diffusione degli ideali del nazionalismo e dello “spirito nazionale” (kokutai). Questi principi, presenti in Giappone sin dalla Restaurazione, anche attraverso questa politica linguistica, si rafforzarono al punto di diventare il perno su cui ruotò l'aggressiva politica del Giappone negli anni che precedettero il secondo conflitto e fino alla sconfitta del Paese nel 1945.

## Cornice storica
Paese feudale fino alla Restaurazione, il Giappone si presentava linguisticamente frammentato, con una grande varietà di dialetti, spesso non mutualmente comprensibili. Inoltre, la distanza tra la lingua scritta e la lingua parlata, non solo dalle masse, ma anche dalle classi più alte, era ormai andata consolidandosi, tanto che la lingua scritta, sempre e comunque appannaggio degli intellettuali, richiedeva un lunghissimo percorso di studio per essere prodotta o anche solamente letta.

La valenza conservatrice della lingua scritta è evidente nel caso del Giappone di fine epoca Tokugawa, in cui i testi erano redatti ancora in uno stile classico, che a volte si rifaceva addirittura al kanbun o ad altri stili di matrice cinese.

Lo scritto si differenziava dal parlato non solo per l'impianto grammaticale e sintattico, ma anche quello fonologico, che produceva rilevanti discordanze tra il modo di scrivere le parole e di leggerle. Infatti quella che è comunemente nota come “ortografia storica” (rekishiteki kanazukai) non era più adatta a rendere per iscritto le parole che ormai avevano assunto una lettura diversa.

Già durante la fase conclusiva dello Shogunato Tokugawa si andava delineando un movimento che sotto il nome di genbun itchi undō (movimento per l'unificazione della lingua parlata e scritta) si muoveva su due strade diverse: la prima si rifaceva al cosiddetto "stile vernacolare" e tentava di avvicinare la lingua parlata a quella scritta; la seconda, invece, mirava alla creazione di uno stile scritto standard, inteso a mediare tra i due registri. Soltanto dopo la Restaurazione, tuttavia, nacque l'esigenza inderogabile di avere una lingua nazionale (kokugo).

La Restaurazione Meiji portò alla creazione di uno Stato centralizzato che pose fine all'allora Giappone territorialmente frammentato in feudi di varia dimensione. A questa unificazione territoriale doveva corrispondere l'unificazione linguistica che contribuisse a creare un sentimento di appartenenza alla nazione.

Questo bisogno di creazione di una lingua comune era in linea con il programma di “illuminismo e civiltà” (bunmei kaika) messo in atto dal Governo del nuovo Stato Centralizzato.

Tra gli studiosi, vi è chi mette in luce come fosse necessario per il Giappone, all'indomani dell'unificazione, «riorganizzare le proprie coordinate ideologiche e culturali per venire incontro alle necessità che il processo di uno stato nazionale moderno porta con sé». Da questa necessità si generò un dibattito interno al paese, con vari indirizzi sui modi di procedere per creare una lingua atta a rappresentare il nuovo Giappone verso il mondo esterno e, nel contempo, a rafforzare l'unità interna.

Quest'esigenza si fece più forte in relazione ad uno degli eventi storici più importanti per il Giappone dell'ultimo decennio del XIX secolo: la vittoria del Giappone contro la Cina nella Guerra Sino-Giapponese del 1894-1895. Il trionfo in questa guerra ha rappresentato un punto di svolta per il Giappone, non solo negli aspetti militari, economici e politici: essa ha finito per rivestire il significato simbolico di atto di emancipazione dalla cultura cinese, il modello predominante in Giappone per molti secoli. Tuttavia il rapporto di sudditanza culturale –e non solo- che il Giappone aveva avuto nei riguardi della Cina aveva cominciato a scricchiolare già a metà dell'Ottocento, quando la Prima Guerra dell'Oppio (1839-1942), che aveva costretto la Cina alla firma dei Trattati ineguali, mise a nudo l'arretratezza del paese asiatico nei confronti della potenza militare britannica.

La presa di coscienza, da parte dei giapponesi, della potenza raggiunta dal proprio Paese, provocò anche delle ripercussioni sul piano linguistico: il cinese, lingua che per anni era stata utilizzata per redigere i testi scritti in Giappone e da cui si era attinto a mani basse nel creare il sistema di scrittura si configurava come la lingua degli sconfitti. Questo, alimentò ulteriormente il dibattito sulla riforma linguistica, che doveva riflettere il primato nipponico sull'ormai decaduto Impero celeste.

## Kokugo e nazionalismo
Per kokugo si intende l'idioma nazionale giapponese standard, esente da dialettalismi e parlato esclusivamente dal popolo giapponese (kokumin), che in esso si riconosce e attraverso il quale esprime la propria cultura.

L'idea di kokugo è strettamente legata all'ideologia nazionalista giapponese. Dopo una prima fase di riorganizzazione interna, infatti, il governo Giappone intraprese ogni iniziativa atta a consolidare la propria posizione nello scacchiere mondiale, in primo luogo con l'adozione di una politica aggressiva nei confronti dei paesi vicini dell'Asia, politica che ebbe una svolta proprio con la vittoria sulla Cina nel 1894.

Partendo dal presupposto che i cambiamenti linguistici generalmente riflettono cambiamenti di natura socio-politica, è possibile desumere che all'origine della creazione dell'idea di kokugo vi fosse un iniziale sentimento di rivalsa nazionale originato dalle imposizioni delle potenze europee e degli stati uniti, a partide dalla stipula dei trattati ineguali del 1858.

Pertanto l'idea che stava alla base della creazione della kokugo era quella di agire prevalentemente su due aspetti chiave: uno endogeno, di unificare il popolo attraverso un idioma unico, che permettesse una comunicazione agevole in ogni parte del paese per poter completare il processo di trasformazione del Giappone e di istruzione delle masse; uno esogeno, ovvero la possibilità, da parte del Giappone, di imporre la propria lingua alle popolazioni sottomesse e attraverso quella veicolare le idee e la cultura nipponica.

Il sentimento di orgoglio nazionale che pervase il paese all'indomani della vittoria con la Cina produsse un ritorno, caldeggiato dalla oligarchia conservatrice alla guida del Paese, alle tradizioni giapponesi e, di contro, un rifiuto dell'accettazione acritica della cultura “occidentale”.

È proprio con l'avventura imperialista che il concetto di kokugo assunse tratti più precisi e si mise in relazione con il concetto di kokutai inteso come “spirito giapponese”. Il kokugo era la diretta espressione del kokutai e, come tale, era proprietà esclusiva del popolo nipponico. Per questo la lingua giapponese parlata da persone che non erano parte della comunità nazionale e che, di conseguenza, non possedevano kokutai venne detta nihongo (lingua giapponese).
Questa netta distinzione però, venne rimodulata in una seconda fase dell'espansione colonialista giapponese, ovvero, nel momento in cui divenne necessario dare un indirizzo culturale alle popolazioni dell'Asia assoggettate.

## Politica linguistica estera
Lo spirito nazionalista che aveva pervaso il Giappone fin dall'inizio dal periodo Meiji, e la successiva aggressione imperialista, trovarono ampio riscontro nella politica linguistica adottata nei paesi colonizzati. Il kokugo venne concepito come mezzo di omologazione delle popolazioni sottomesse alla cultura nipponica. Come in patria il giapponese doveva fungere da collante per lo spirito nazionale per dar vita a un popolo (il kokumin), unito dagli stessi ideali, parimenti nelle colonie questo avrebbe dovuto essere il mezzo per la diffusione delle idee, dei costumi e dello spirito nazionale giapponese.

Data le enormi difformità culturali delle popolazioni assoggettate, la politica di insegnamento del giapponese nelle colonie differì caso per caso, anche in base ai diversi interessi che il governo Giapponese nutriva in ogni paese. Le ambizioni geopolitiche del Giappone, che avevano portato alla formulazione, già a partire dagli anni trenta, dell'idea di Sfera Comune di Prosperità della Grande Asia Orientale, indussero a concepire il nihongo come la lingua insegnata dai giapponesi alle popolazioni assoggettate di etnia non giapponese e il kokugo come espressione diretta dello spirito giapponese e pertanto appannaggio solo degli autoctoni.

I casi principali che si possono prendere in esame sono: Corea, Manciuria e Sud-Est Asiatico.
- Corea: entrò nelle mire giapponesi già pochi anni dopo la Restaurazione, ma la sua annessione formale avvenne il 22 agosto del 1910[8]. La politica linguistica in Corea raggiunse l'apice quando il giapponese venne imposto come lingua nazionale. Inoltre a partire dal 1940 venne messa in pratica, tramite due ordinanze, la politica del sōshi kaimei[9]. Essa impose misure particolarmente odiose per la popolazione coreana, come la conversione dei cognomi propri in cognomi giapponesi, il non utilizzo dei nomi di famiglia coreani e la sostituzione con la lettura giapponese dei caratteri cinesi di cui erano costituiti quegli stessi nomi[10].
- Manciuria: la politica linguistica adottata in Manciuria partire dal 1932, anno di nascita dello Stato fantoccio del Manchukuo, in seguito all'invasione dell'anno precedente dell'armata del Kwangtung (che aveva di fatto creato uno Stato che seppur formalmente indipendente era sotto il completo controllo del Governatore Generale Militare Giapponese[11]) subì una svolta decisiva a partire dal 1937. Prima di quell'anno non vi erano stati sforzi significativi per imporre l'uso della lingua giapponese e il cinese (o i dialetti del luogo) avevano continuato ad essere usati. Tuttavia, a partire dal 1937 il giapponese venne introdotto come materia d'insegnamento nel sistema d'istruzione e promosso a lingua ufficiale dello Stato. Il decreto del 1944 del Ministero dell'Istruzione dell'Impero Mancese prescrisse la trascrizione negli alfabeti sillabici giapponesi (kana) della lingua cinese. Questo sistema venne chiamato mangokana, ma ugualmente fu utilizzato solo dai residenti giapponesi, che in esso vedevano una semplificazione della scrittura cinese.
- Sud- Est Asiatico: nei paesi assoggettati mancava una lingua che servisse come mezzo di comunicazione unico. Tuttavia l'insegnamento del giapponese fu ostacolato da due fattori che agirono insieme e che di fatto vanificarono ogni sforzo: da un lato infatti il Giappone dovette scontrarsi con i movimenti linguistici nazionali e dall'altro la lingua dei colonizzatori doveva fare i conti oltre che con le lingue nazionali dei vari paesi, anche con la diffusa conoscenza delle lingue delle potenze coloniali che lì avevano precedentemente esercitato il loro controllo[12].

## Politica linguistica interna
In epoca Tokugawa, le restrizioni alla mobilità delle persone e la inadeguatezza di collegamenti che permettessero l'interazione fra i diversi feudi aveva provveduto a creare le condizioni ideali affinché ogni han sviluppasse un proprio dialetto (hōgen). La creazione di uno Stato centralizzato, tuttavia, poneva la necessità di una lingua unitaria, anche per permettere la creazione e il funzionamento di un capillare apparato statale.

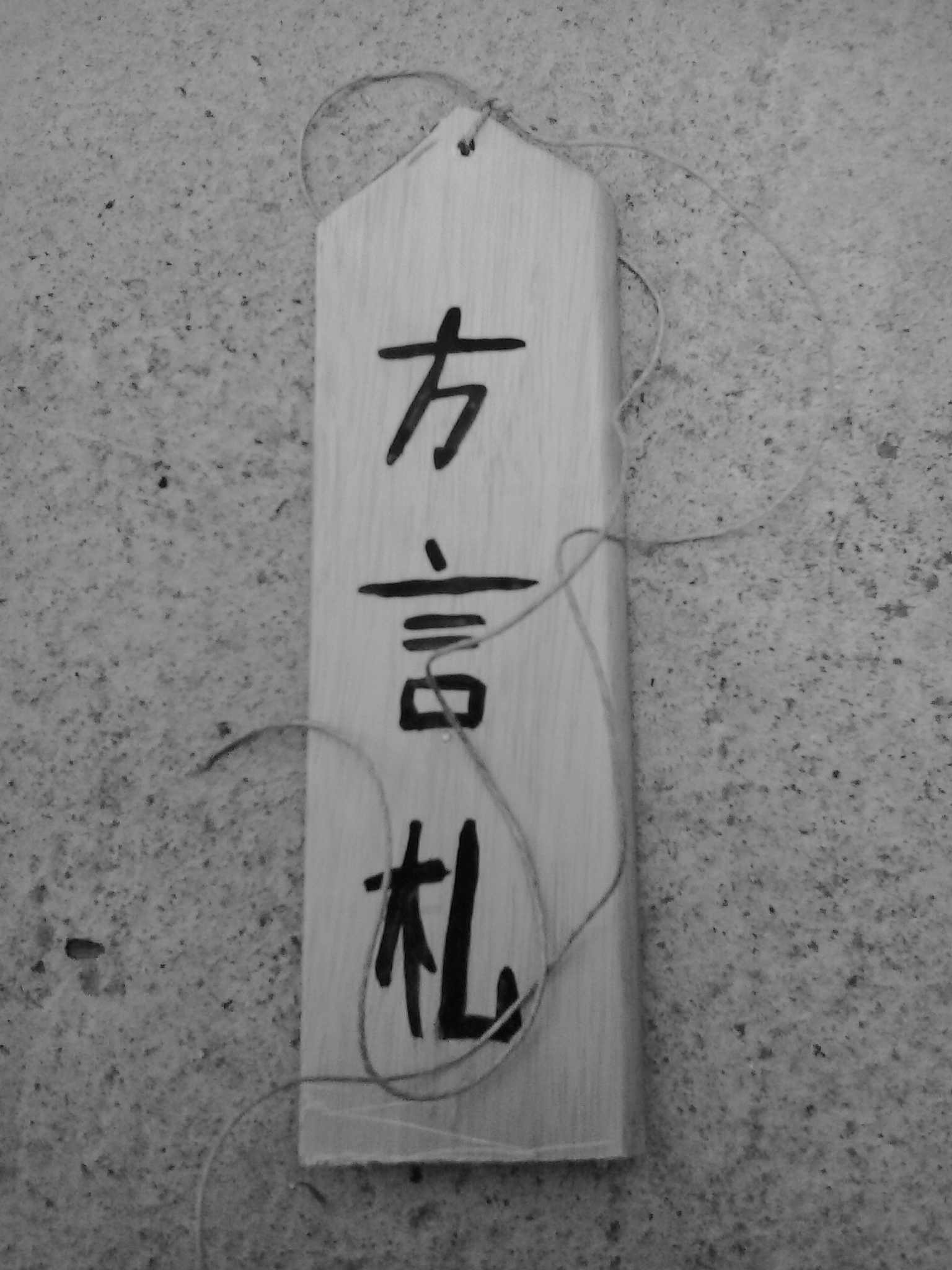
Esempio di hōgen-fuda

Alla ventata di esterofilia che caratterizzò i primi anni dell'epoca Meiji, seguì un ritorno alla tradizione che portò ad un'esaltazione della cultura autoctona e alla messa in discussione dei modelli occidentali precedentemente adottati.

Il concetto di amor di patria (aikoku) finì per essere indissolubilmente legato alla conoscenza e all'utilizzo del kokugo. Di conseguenza il popolo doveva liberarsi dai dialetti che si configuravano, nell'ottica del nuovo governo giapponese, come qualcosa di impuro e da estirpare, in quanto nei dialetti non albergava lo spirito nazionale.

Come era accaduto per gli anni della modernizzazione, anche il progetto di eliminazione dei dialetti fu accompagnato da due slogan che riflettono la fermezza dei propositi giapponesi: hōgen kyōsei “correggere i dialetti” e hōgen bokumetsu “sradicare i dialetti”.

Una ventata di intolleranza verso i dialettalismi e gli esotismi linguistici attraversò il Giappone e lo strumento principale con cui il governo combatté la sua battaglia fu l'adozione di una particolare politica scolastica.

Le lezioni di pronuncia nelle scuole elementari venivano condotte come un allenamento fisico. Prima dell'inizio delle lezioni inoltre i bambini dovevano eseguire per quindici minuti la kuchi no taisō (ginnastica della bocca) in cui venivano ripetuti il sillabario e parole semplici all'unisono.

Si affiancarono alle normali lezioni di lingua standard anche una campagna della vergogna tra i banchi di scuola verso coloro i quali non parlavano correttamente il kokugo, ma si servivano di regionalismi. 

Una di queste particolari punizioni era l'utilizzo delle hōgen-fuda (lett. “tavolette dei dialetti”): queste tavolette di legno, sulle quali venivano scritti i regionalismi pronunciati in classe dall'allievo, venivano messe al collo degli studenti in segno di scherno. 

Un ulteriore inasprimento delle punizioni fu introdotto nel 1917 con la promulgazione dell'Editto sul Controllo dei Dialetti (Giapponese), in cui la campagna contro tutto ciò che non era lingua standard divenne ancora più intollerante.

## Casi significativi
Questa politica repressiva nei riguardi delle varianti dialettali ha dato luogo a quello che viene comunemente definito “dialect complex”, che potremmo tradurre in italiano come "complesso del dialetto", ovvero un crescente complesso d'inferiorità da parte di coloro, abitanti nelle zone lontane da Tokyo, il cui dialetto era stato preso a lingua standard, non erano riusciti a padroneggiare il kokugo. Di questi, possiamo ricordare due casi significativi:
- Area del Tōhoku: questa regione, a causa dell'isolamento dell'epoca feudale e della lontananza dalla capitale, non era riuscita a far propria il kokugo. Il tardivo sviluppo economico della regione inoltre ha fatto sì che gli abitanti arrivassero in contatto con i parlanti di lingua standard relativamente tardi. Gli abitanti della regione del Tōhoku sono stati e sono vittime ancora ora di un processo di stigmatizzazione costante[15]. I parlanti della regione sono detti zūzū-ben a causa della pronuncia errata della sillaba “su” in “zu”. Molti di questi, presenti nella capitale, dati le loro difficoltà nel parlare la lingua standard e il loro status sociale relativamente basso, vennero additati come mentalmente e socialmente inferiori[16].
- Isole Ryūkyū (Okinawa): gli esiti della politica linguistica a Okinawa sono particolari. Sebbene la lingua parlata nelle Isole Ryūkyū venga considerata dai linguisti più una lingua a sé stante che un vero e proprio dialetto del giapponese, questa è stata invece sempre considerata tale dal Governo Giapponese[17]. Durante i primi anni dell'epoca Meiji l'entusiasmo generale nell'apprendimento della nuova lingua aveva portato ad un grado elevato di diffusione della kokugo. Con l'inserimento, intorno al 1907, delle punizioni e delle hōgen fuda, che ad Okinawa venivano appese persino al collo dei genitori degli studenti che parlavano in dialetto, aumentò la mortalità scolastica e diminuì l'interesse nell'apprendimento[13].

## Mass media e istruzione passiva
I risultati di questa politica scolastica attiva però non furono incisivi come previsto. Molto più poté quella che viene definita “istruzione passiva”: questa faceva leva sui nuovi media, la radio prima e la televisione poi, che contribuirono alla diffusione della lingua standard.

Introdotta nel 1925, la radio entrò significativamente nella vita dei giapponesi dopo il 1926 anno in cui le tre stazioni principali confluirono nell'NHK (Nippon hōsō kyōsai), l'ente radiofonico giapponese. Sottoposta fin dall'inizio a un rigido controllo dello Stato, la radio fu nazionalizzata nel 1936. Essa fu sostanzialmente uno strumento per contrastare la libertà di espressione e il dibattito in Giappone, esercitando un forte controllo ideologico, nonché linguistico fino alla fine del secondo conflitto mondiale . Il governo, consapevole dell'enorme potenziale di questo mezzo di comunicazione, impose che qualsiasi annuncio fosse letto da uno speaker che padroneggiasse la lingua standard.

Tuttavia l'effetto della radio, così pure quello della televisione, non fu tanto quello di migliorare la pronuncia o correggere il dialetto, ma attraverso l'ascolto della lingua standard di contribuire alla sua comprensione, che fino ad allora non poteva considerarsi un'abilità scontata.

La pratica della diffusione dalla lingua standard attraverso i media è praticata tuttora. Si pensi infatti ai telegiornali: ad illustrare le notizie del giorno, infatti, non sono giornalisti professionisti, ma esperti di dizione, i cosiddetti anaunsā (announcer).

È indubbio che un contributo fondamentale alla diffusione della lingua standard in Giappone sia stato dato dalla ripresa economica degli anni cinquanta e sessanta: l'aumento della mobilità sociale, lo spostamento delle persone dalle campagne alla capitale ha fatto sì che l'idioma nazionale venisse appreso attraverso il contatto diretto, cosa che si è rivelata più efficace di qualsiasi politica scolastica.